# سیریل مگنیر
سیریل مگنیر (انگلیسی: Cyrille Magnier؛ زادهٔ ۲۴ سپتامبر ۱۹۶۹) بازیکن فوتبال اهل فرانسه است.
از باشگاه‌هایی که در آن بازی کرده‌است می‌توان به باشگاه فوتبال اوسر، باشگاه ورزشی آمیان، و باشگاه فوتبال لانس اشاره کرد.